# Auvers-sous-Montfaucon
Auvers-sous-Montfaucon è un comune francese di 236 abitanti situato nel dipartimento della Sarthe nella regione dei Paesi della Loira.

## Società

### Evoluzione demografica
Abitanti censiti